# Eddie Calvo
Edward Jerome Baza Calvo, plus connu sous le nom de Eddie Calvo, né le 29 août 1961 à Tamuning, est un homme politique américain, membre du Parti républicain. Il est gouverneur de Guam de 2011 à 2019.

## Biographie
Il est le fils du gouverneur Paul McDonald Calvo, gouverneur de Guam de 1979 à 1983, et de Rosa Herrero Baza. 
Il déménage en Californie, et étudie au lycée Saint-Francis de Mountain View. Il est diplômé de l'université Notre-Dame-de-Namur en administration des affaires. 
Il épouse Christine Lujan Sonido en 1987. Le couple a six enfants. 
Il travaille dans le secteur privé avant de se lancer en politique à la fin des années 1990. Auparavant, il est directeur général de Pacific Construction Company et vice-président et directeur général de Pepsi Bottling Company de Guam. 
Membre du Parti républicain, il est élu à la Législature de Guam en 1998. 
En 2002, il est candidat au poste de lieutenant-gouverneur de Guam comme colistier du candidat au poste de gouverneur, Tony Unpingco. Cependant, le ticket est battu lors de la primaire par Felix Perez Camacho, élu par la suite au poste de gouverneur.